# Ткачик малий
Тка́чик малий (Ploceus luteolus) — вид горобцеподібних птахів ткачикових (Ploceidae). Мешкає в Африці на південь від Сахари.

## Опис

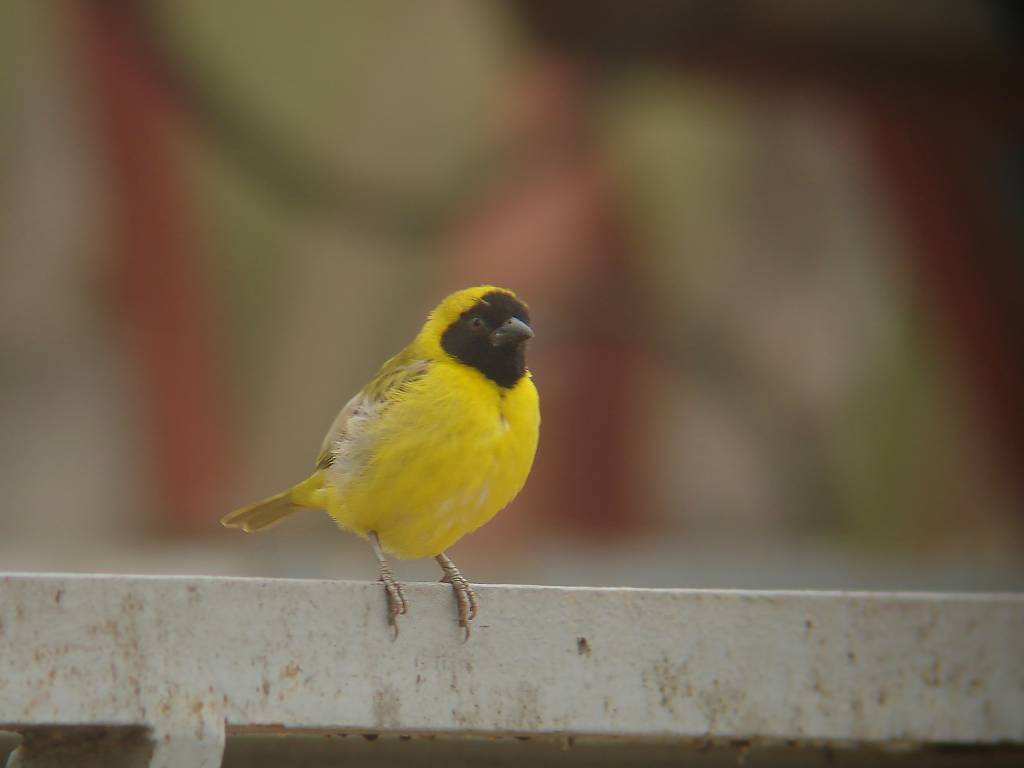
Малий ткачик

Довжина птаха становить 12 см. У самців під час сезону розмноження верхня частина тіла зелена, поцяткована жовтими плямками, голова і нижня частина тіла жовта, на рбличчі чорна "маска". дзьоб чорний. У самиць і самців в негніздовий період верхня частина тіла коричнювата, окремі пера мають жовтуваті края, нижня частина тіла жовтувата або білувата.

## Підвиди
Виділяють два підвиди:
- P. l. luteolus (Lichtenstein, MHK, 1823) — від Мавританії, Сенегалу і Гамбії до Еритреї, Ефіопії і північної Кенії;
- P. l. kavirondensis (Van Someren, 1921) — Уганда, західна Кенія і північно-західна Танзанія.

## Поширення і екологія
Малі ткачики живуть в сухих тропічних лісах, рідколіссях і чагарникових заростях, в саванах, на полях і в садах. Зустрічаються поодинці або невеликими сімейними зграйками, іноді приєднуються до змішаних зграй птахів. Живляться насінням і комахами. Гніздо кулеподібне з коротким трубкоподібним бічним входом, розміщується на дереві, на висоті від 3 до 5,5 м над землею. В кладці 2-3 білих яйця. Інкубаційний період триває 12 днів.